# Distrikt Tocmoche
Der Distrikt Tocmoche liegt in der Provinz Chota in der Region Cajamarca im Norden Perus. Der Distrikt wurde am 18. September 1942 gegründet. Er besitzt eine Fläche von 217 km². Beim Zensus 2017 wurden 897 Einwohner gezählt. Im Jahr 1993 lag die Einwohnerzahl bei 1073, im Jahr 2007 bei 998. Sitz der Distriktverwaltung ist die 1288 m hoch gelegene Ortschaft Tocmoche mit 218 Einwohnern (Stand 2017). Tocmoche befindet sich 80 km westnordwestlich der Provinzhauptstadt Chota.

## Geographische Lage
Der Distrikt Tocmoche befindet sich an der Westflanke der peruanischen Westkordillere im äußersten Westen der Provinz Chota. Er reicht im Norden bis zum Río Sangana, linker Quellfluss des Río La Leche, im Süden bis zur Quebrada Caña Brava. In den Cerros Pichucirca erreicht der Distrikt Höhen von bis zu 2462 m. Im äußersten Nordwesten befindet sich der tiefste Punkt mit einer Höhe von etwa 400 m.
Der Distrikt Tocmoche grenzt im Südwesten an den Distrikt Chongoyape (Provinz Chiclayo), im Westen an den Distrikt Pítipo (Provinz Ferreñafe) sowie im Norden, im Osten und im Südosten an den Distrikt Miracosta.